# Liste des administrateurs de Nauru
Cette liste des administrateurs de Nauru couvre la période allant de la découverte de l'île par les Européens à son indépendance, voté en 1967 par l'Australie et effective en 1968.

## Colonie du Commonwealth
|    | Nom                                | Début de mandat | Fin de mandat  |
| -- | ---------------------------------- | --------------- | -------------- |
| 1  | Thomas Griffiths                   | juin 1921       | juin 1927      |
| 2  | William Newman                     | juin 1927       | janvier 1933   |
| 3  | Rupert Garsia                      | janvier 1933    | octobre 1938   |
| 4  | Frederick Chalmers                 | octobre 1938    | mars 1943      |
|    | Administration militaire japonaise | mars 1943       | septembre 1945 |
| 5  | Mark Ridgway                       | septembre 1945  | août 1949      |
| 6  | Harold Hastings Reeve              | août 1949       | novembre 1949  |
| 7  | Robert Richards (en)               | novembre 1949   | janvier 1953   |
| 8  | John Keith Laurence                | janvier 1953    | juin 1954      |
| 9  | Reginald Sylvester Leydin          | juillet 1954    | mai 1958       |
| 10 | John Preston White                 | mai 1958        | avril 1962     |
| 11 | Reginald Sylvester Leydin          | mai 1962        | mai 1966       |
| 12 | Leslie Dudley King                 | mai 1966        | janvier 1968   |